# Lichwinidae
De Lichwinidae is een familie van uitgestorven kreeftachtigen uit de klasse van de Ostracoda (mosselkreeftjes).

## Geslachten
- Alveolella Abushik, 1971 †
- Lichwinia Posner, 1950 †